# Casa Sabaté (Tortosa)
La casa Sabaté, o antiga Clínica Sabaté, és un edifici modernista de Tortosa (Baix Ebre) protegit com a bé cultural d'interès local. És situada al costat sud de la plaça d'Alfons XII dintre de l'Eixample.

## Descripció
L'edifici té planta baixa i quatre pisos. La planta superior és una ampliació recent, sense valor. Sobre un solar de planta rectangular, presenta tres façanes distintes, ordenades segons eixos de simetria centrals, amb composició de buits sobre eixos verticals de distribució regular. Presenta una profusa ornamentació escultòrica, amb temes i motius extrets de l'art egipci, que atorga un estil molt característic a l'obra, únic i irrepetible.

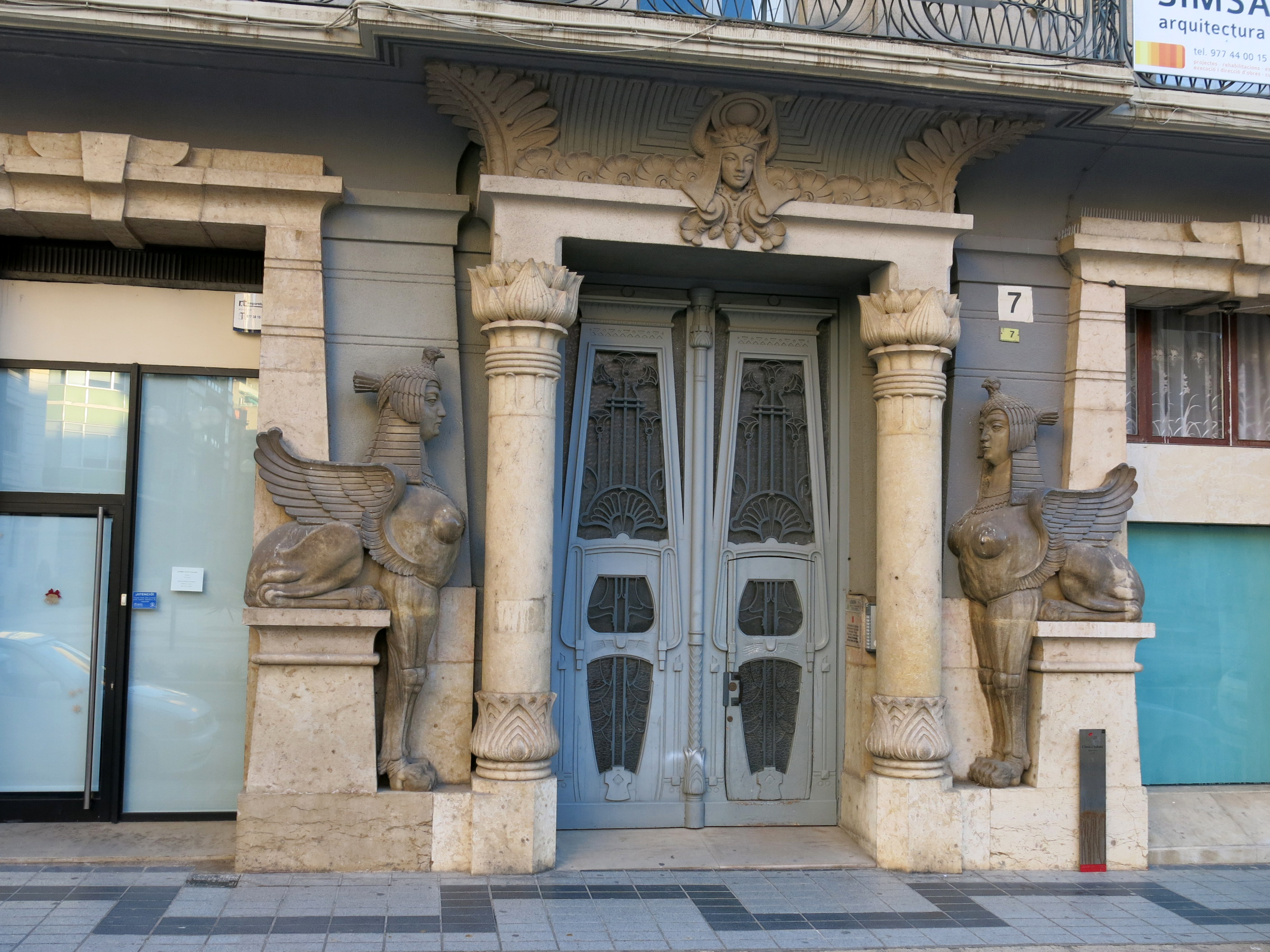
Detall del portal d'estil egipci, amb esfinxs a banda i banda

A la façana principal s'hi troba, centrat, el portal d'accés, emmarcat per dues columnes cilíndriques de pedra, que continuen als pisos superiors en falsa pilastra de fust pla que abasta tota l'altura original de l'edifici, amb capitells de lotus i figures escultòriques: dos baixos relleus a la tercera planta i sobretot, a la planta baixa, dues notables esfinxs esculpides en pedra, flanquejant la porta; també a la planta baixa, al mateix xamfrà, a tall de mènsules de la tribuna original, hi ha les escultures de dos caps d'elefant. El sòcol, els buits i les cantonades de la planta baixa són de pedra. Els paraments són arrebossats i pintats. Presenta una terrassa a la part posterior.

## Història
L'edifici ha sofert algunes reformes que n'han afectat en part la imatge; així, l'acabament superior original va desaparèixer amb l'elevació, anys després, d'un nou pis. També s'ha canviat la caixa de l'escala. Finalment, al projecte corresponent, als plànols originals hi consta un mirador sobre el xamfrà de la façana principal, que en l'actualitat no existeix. Fins no fa gaires anys ha estat una clínica privada, primer del doctor Sabaté, i posteriorment ha allotjat la Clínica Tortosa S.A.

## Galeria d'imatges

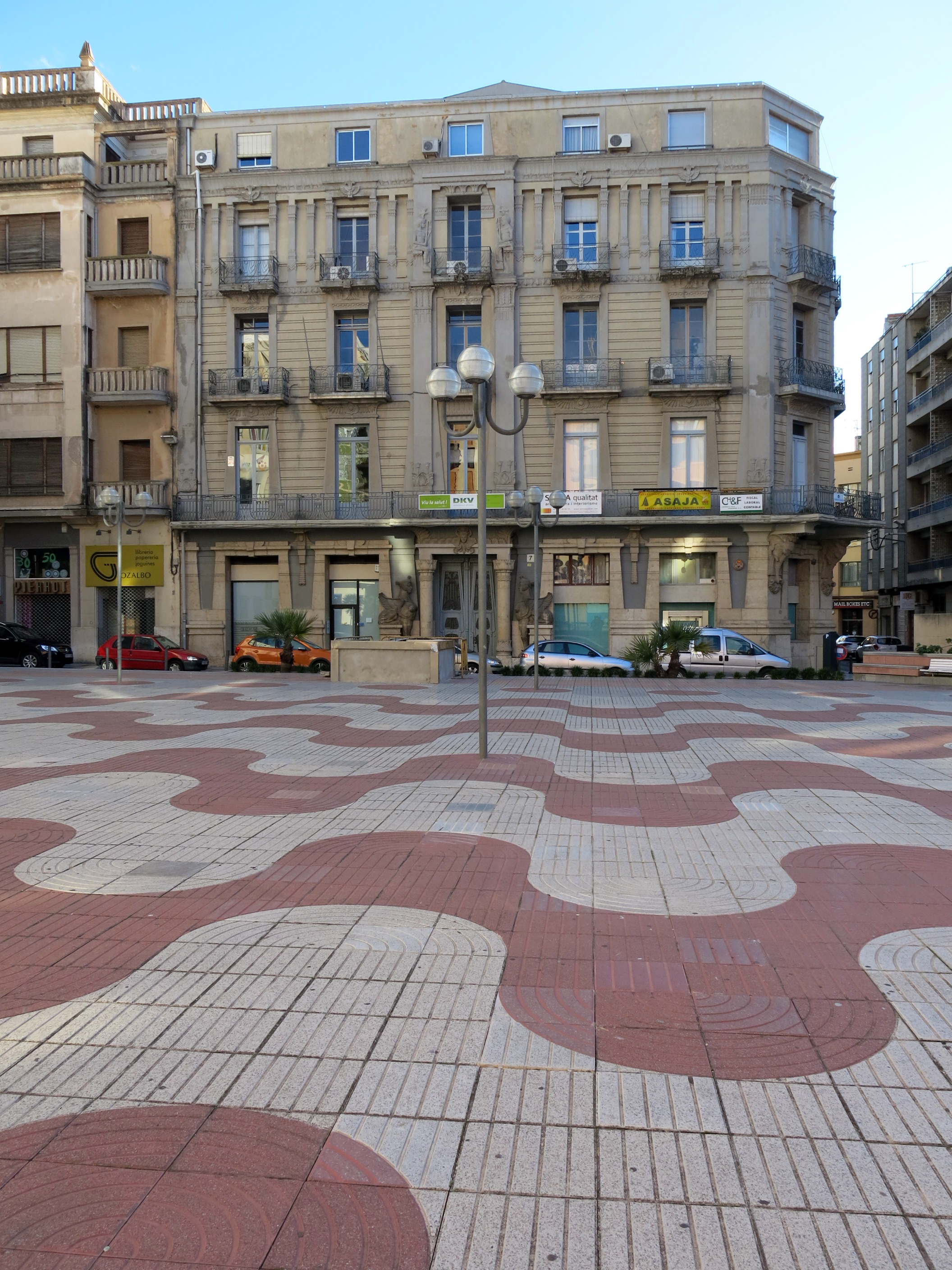
Façana de la plaça d'Alfons XII
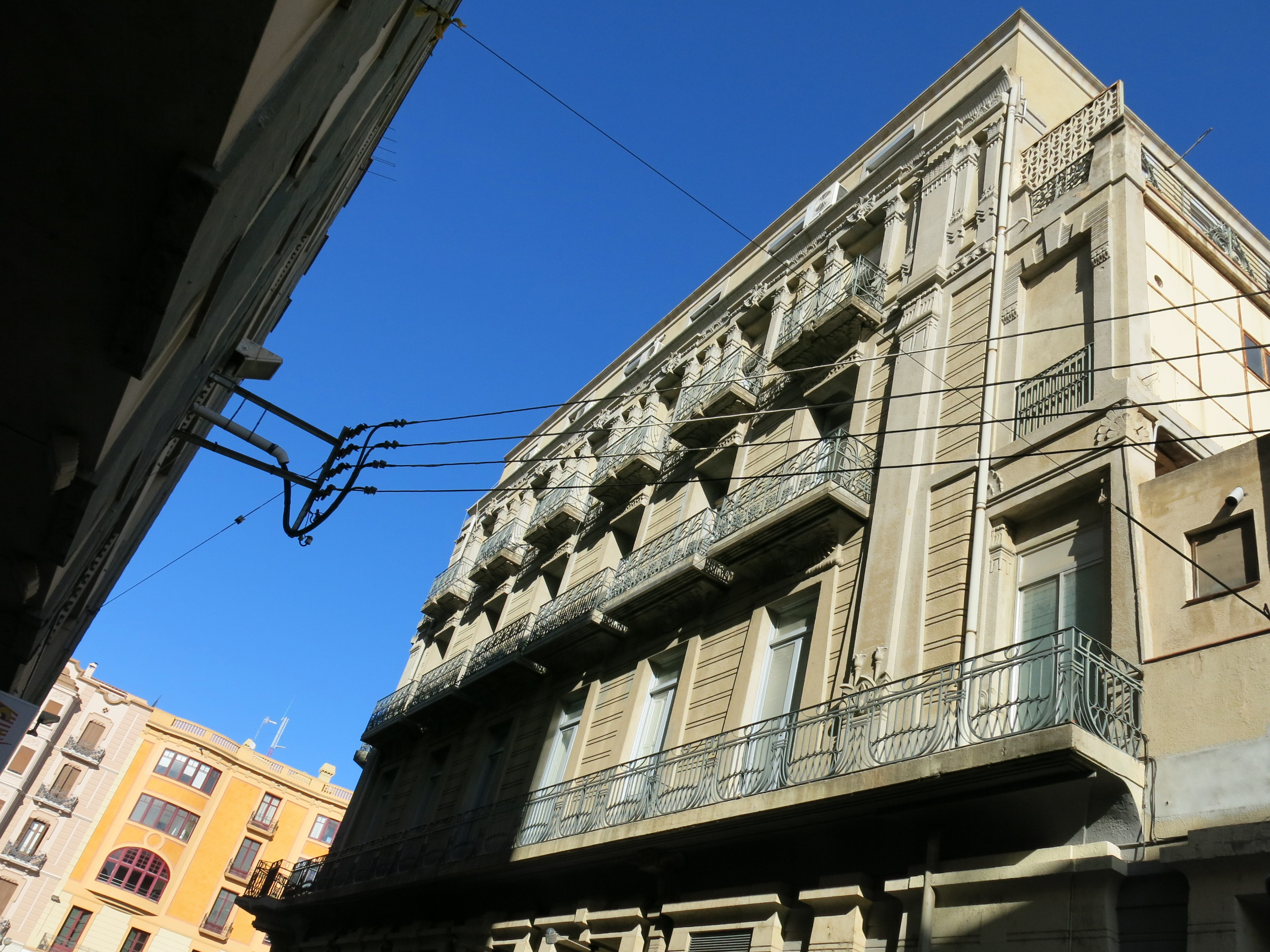
Façana del carrer dels Màrtirs de 1640
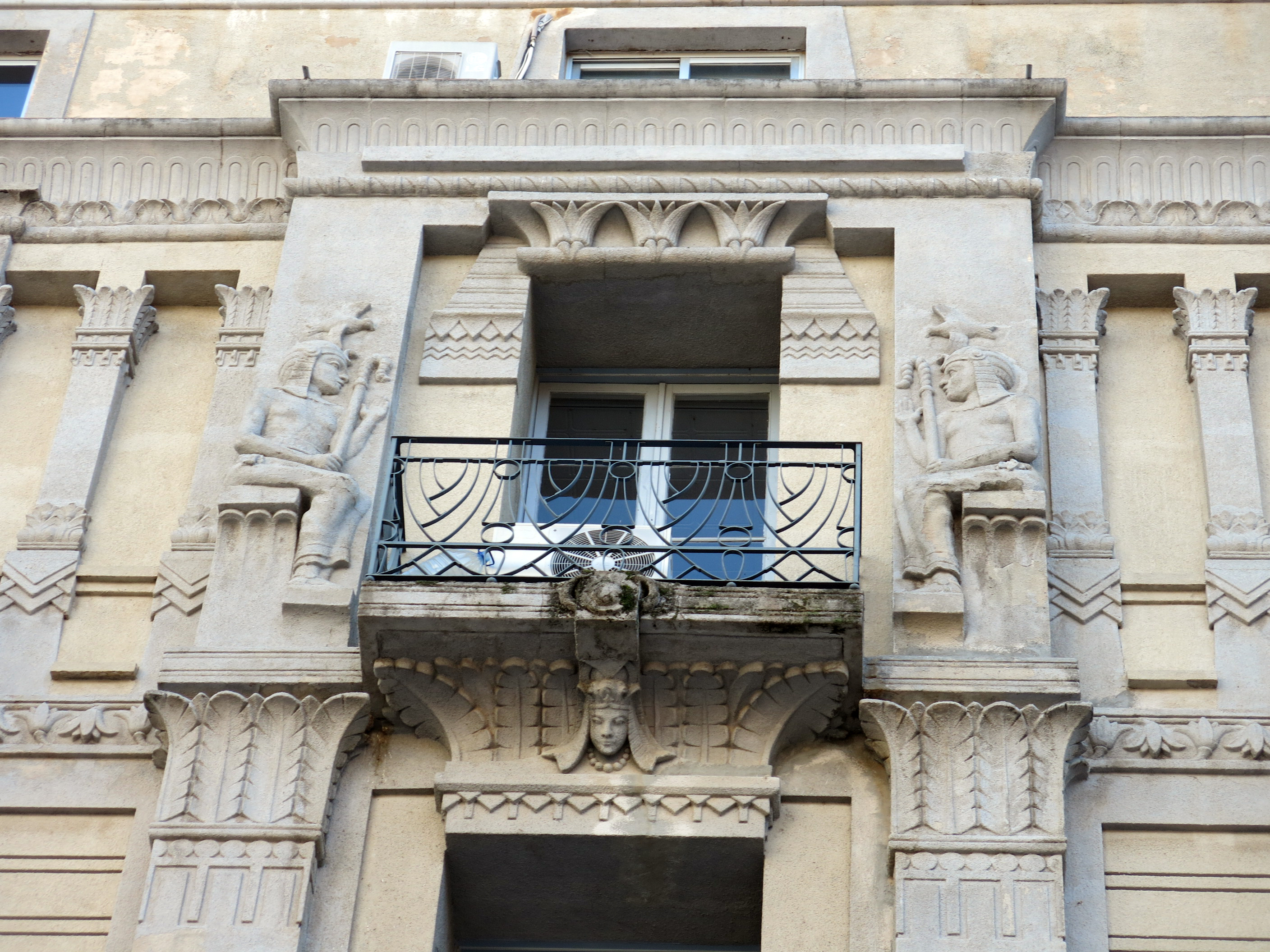
Relleus egipcis de la façana
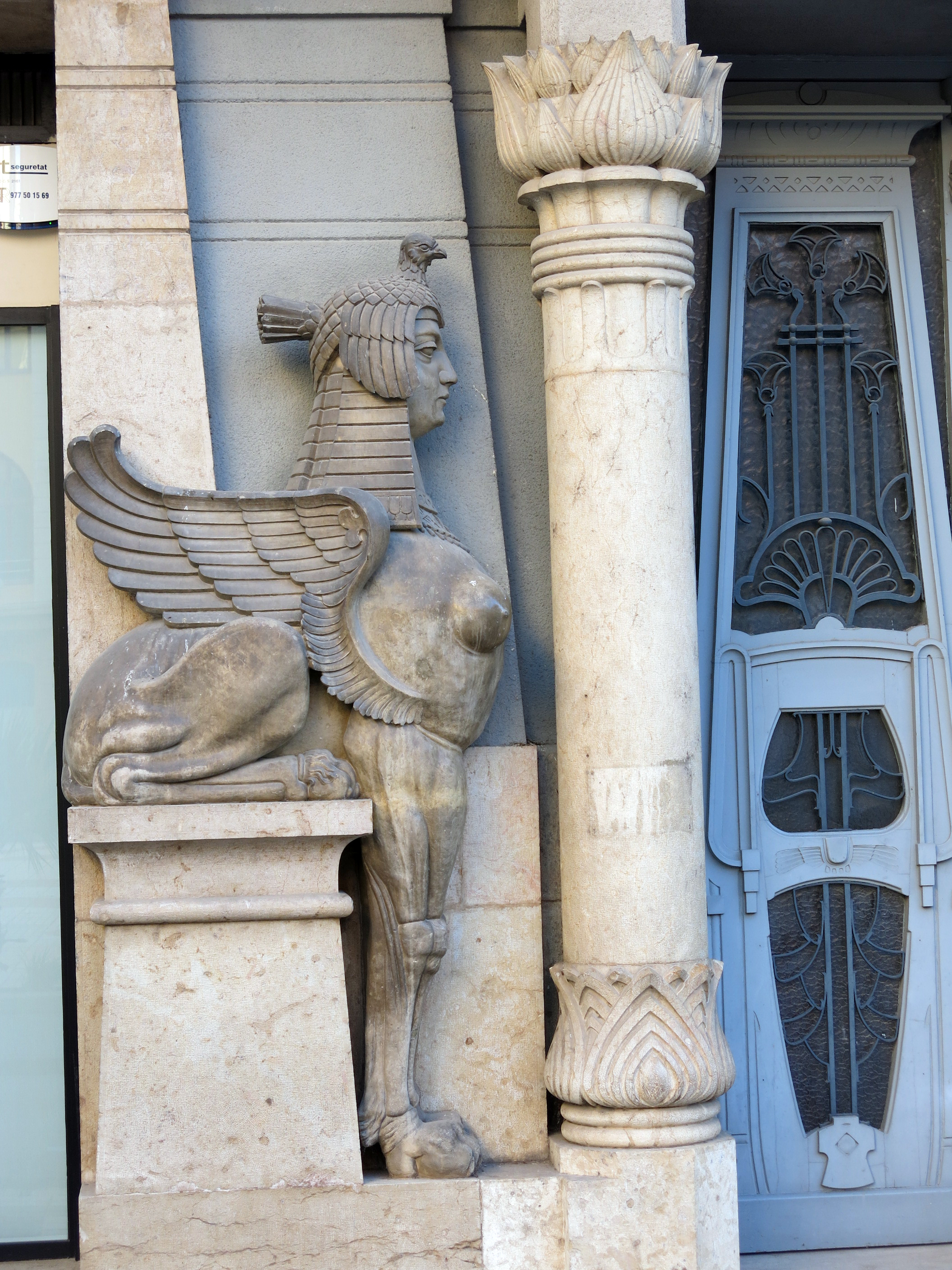
Detall de l'esfinx esquerra
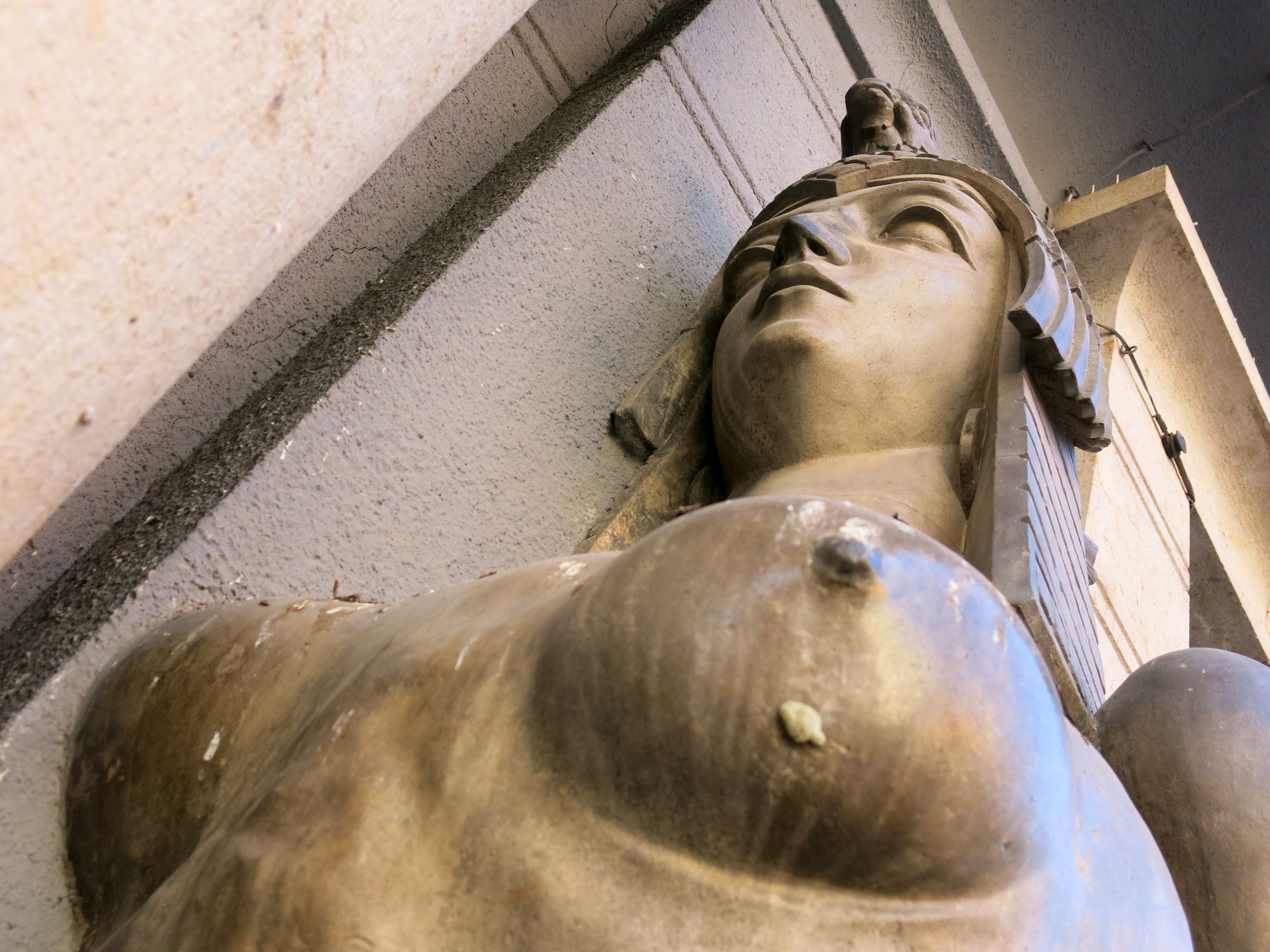
Detall de l'esfinx dreta
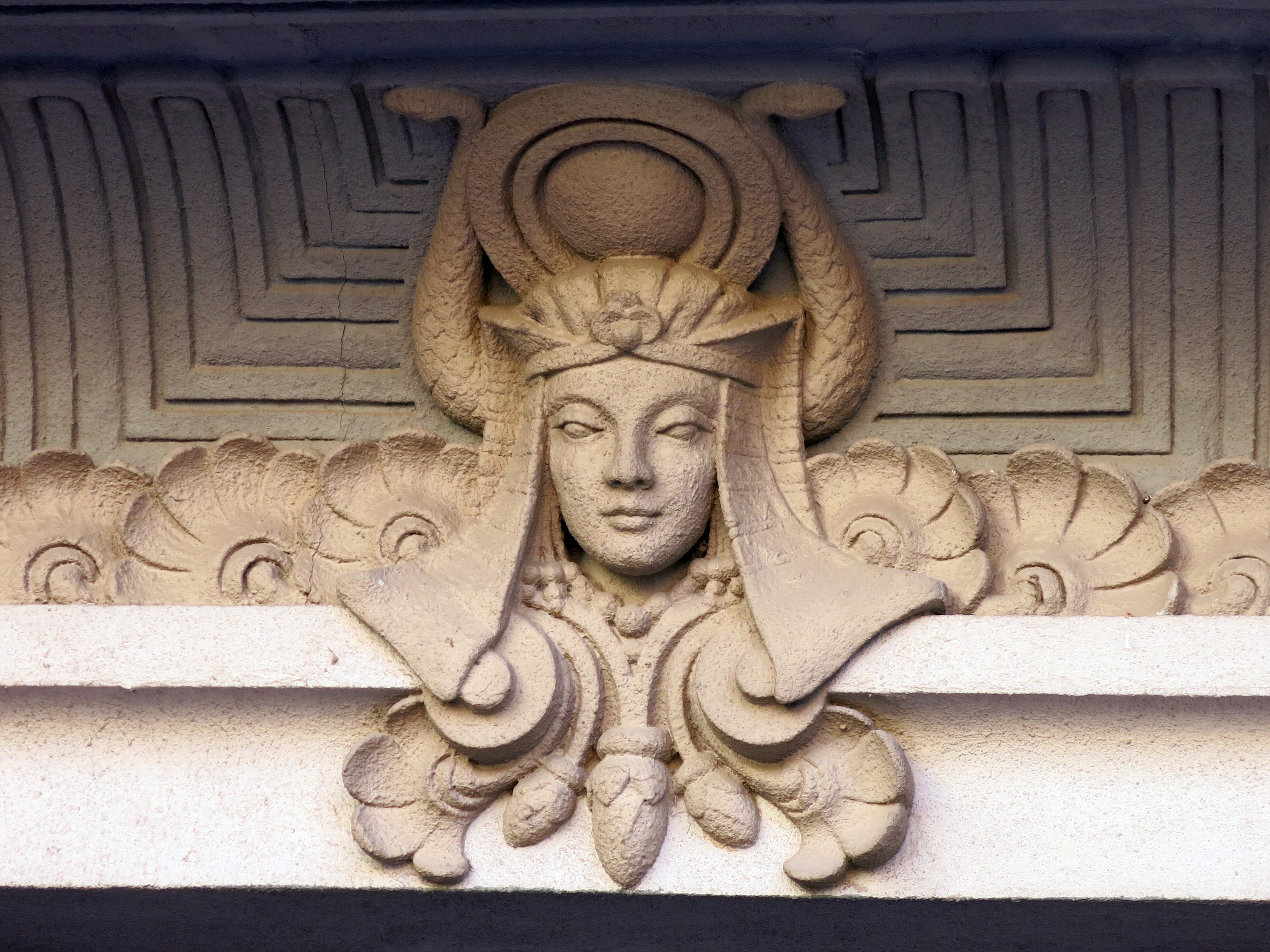
Relleu egipci dalt del portal
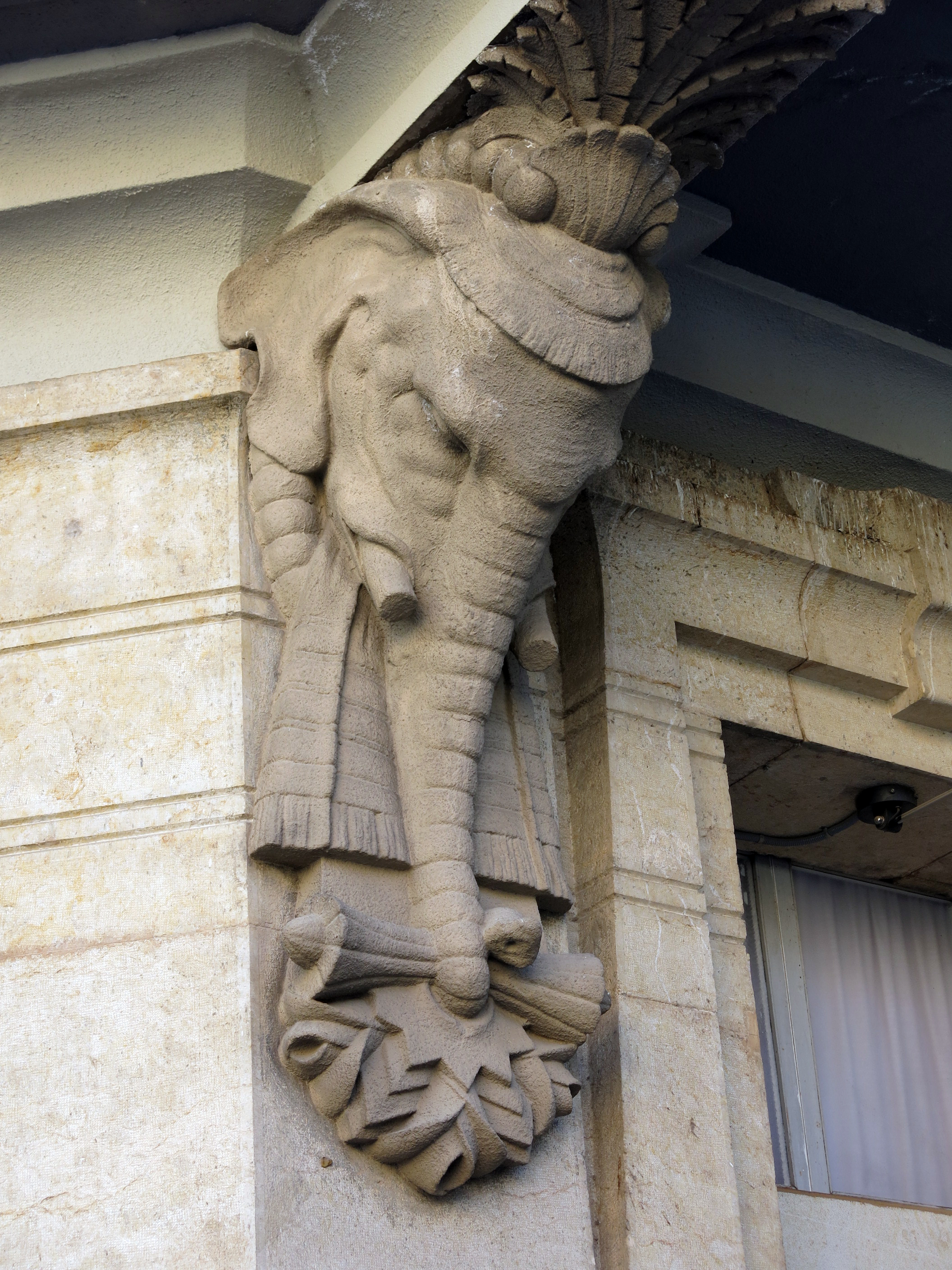
Mènsula en forma de cap d'elefant

´